# Kulturspeicher (Würzburg)

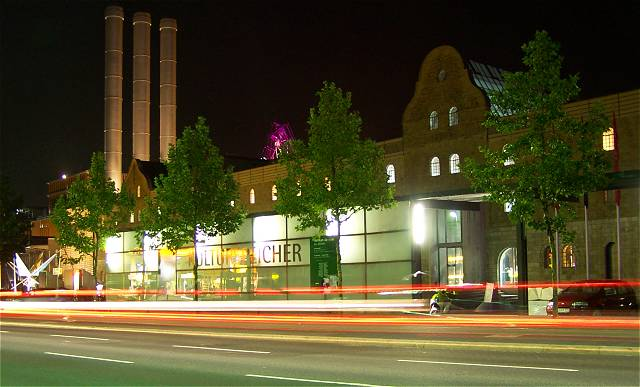
Frontseite des Kulturspeichers bei Nacht (2006)

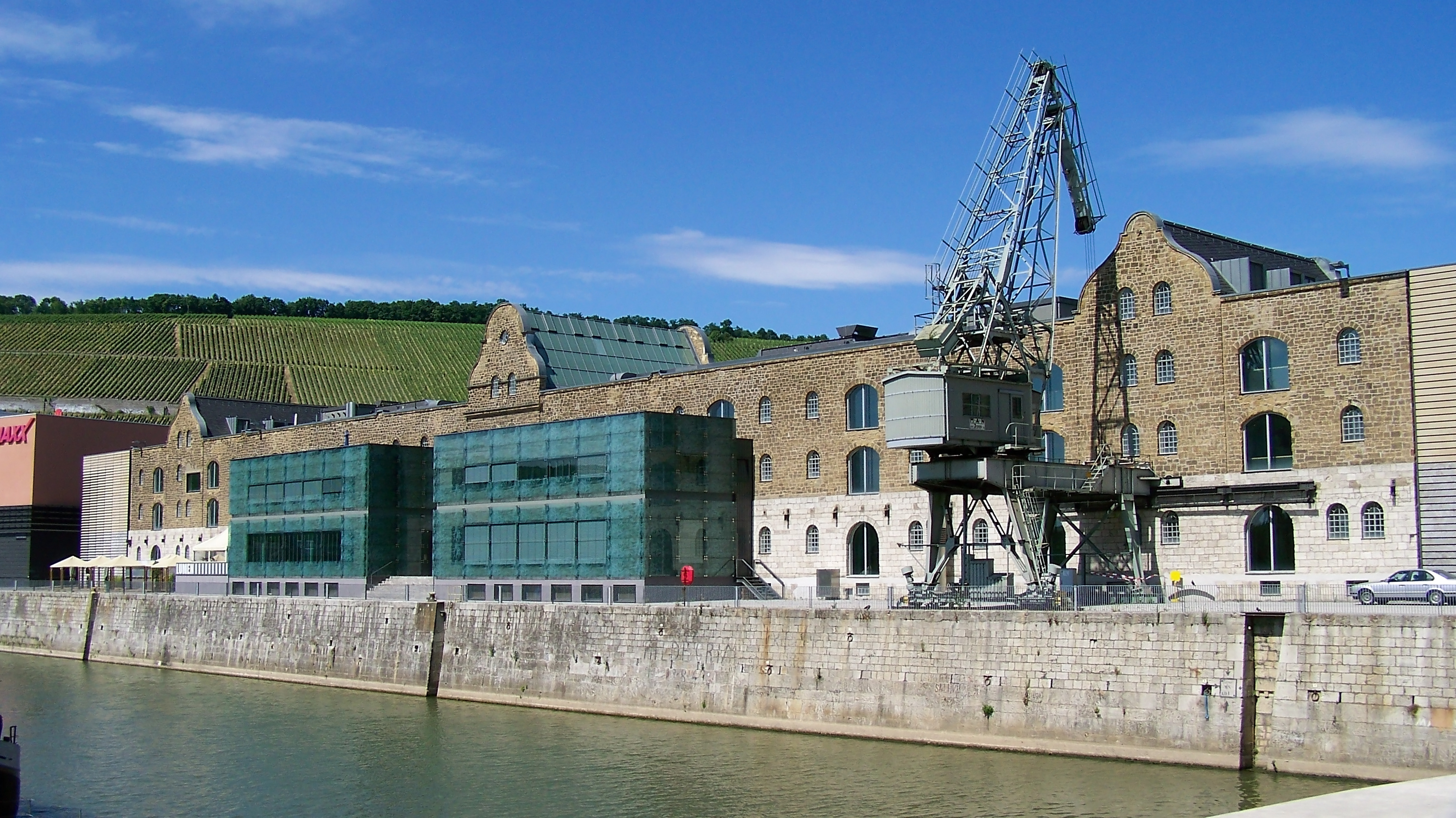
Zum Alten Hafen gewandte Rückseite des Gebäudes (2008)

Der Kulturspeicher ist ein ehemaliger Getreidespeicher am Alten Hafen der Stadt Würzburg. Das ursprünglich 1904 für die bayerischen Staatshäfen errichtete Gebäude wurde in den Jahren 1996 bis 2002 zu einem Kulturzentrum umgebaut und beherbergt seitdem das Museum im Kulturspeicher mit zwei ständigen Sammlungen, das Theater tanzSpeicher und eine Tanzwerkstatt. Der Kulturspeicher befindet sich am Oskar-Laredo-Platz (benannt nach Oskar Laredo, der dem von seinem Vater 1879 gegründeten Kunstgewerblichen Kaufhaus Josef Laredo in den 1920er Jahren eine Kunstgalerie angegliedert hatte).
Auch das ehemals in Sommerhausen ansässige Kabarett Bockshorn hat im Kellergeschoss des Kulturspeichers Räume bezogen. Es hat sich über die Jahre einen sehr guten Ruf erworben, sodass auch bekannte Kabarettgrößen wie Michael Mittermeier, Urban Priol, Rick Kavanian oder Django Asül, die normalerweise ganze Hallen füllen, in den eher beschaulichen Räumen des Bockshorns auftreten.
Im rechten Flügel des Kulturspeichers befinden sich die Galerie des Berufsverbandes Bildender Künstlerinnen und Künstler Unterfranken und das dazugehörige Künstlerhaus mit Druckwerkstatt.

## Umbau
Die Pläne für den Umbau des bis in die 1990er Jahre brach liegenden Speichergebäudes gehen auf das Jahr 1993 zurück, als eine Delegation des Würzburger Stadtrats das in einem ehemaligen Kasernengebäude aus dem 18. Jahrhundert untergebrachte Museum für Konkrete Kunst in Ingolstadt besuchte. Nachdem der Stadt von einem damals noch anonymen Sammler eine umfangreiche Kollektion Konkreter Kunst in Aussicht gestellt wurde, wenn man ein geeignetes Gebäude zur Verfügung stellen könne, begann eine längere politische Debatte, die im November 1995 in die Ausschreibung eines Architektenwettbewerbs zur Umgestaltung des ehemaligen Getreidespeichers mündete. Als Sieger des Wettbewerbs gingen im April 1996 die Tirschenreuther Architekten Peter und Christian Brückner hervor. Inzwischen war auch bekannt geworden, dass es sich bei der angebotenen Kunstspende um die Sammlung Peter C. Ruppert – Konkrete Kunst in Europa nach 1945 handelte.
Die umgerechnet 21,9 Millionen Euro teuren Umbauarbeiten erfolgten in den Jahren 1999 bis 2002. An den Schmalseiten des 128 Meter langen Speichergebäudes wurden zwei gläserne Erweiterungsbauten errichtet, deren Fassaden mit Lamellen aus Naturstein verkleidet sind. Der Gebäudekomplex erreicht durch diese Anbauten eine Gesamtlänge von 160 Metern. An der zum Alten Hafen weisenden Rückseite des Speichers wurden zwei weitere Zusatzbauten errichtet, in denen unter anderem eine Bibliothek und die Büroräume der Museumsverwaltung untergebracht sind. Diese Anbauten sind mit grünem Industrieglas verkleidet, das mit einer an die Oberfläche von Metallplatten erinnernden Textur bedruckt ist. Das Hauptgebäude selbst wurde zunächst vollständig entkernt, um Platz für die zwölf neuen Museumsräume mit einer Ausstellungsfläche von insgesamt 3500 Quadratmetern zu schaffen. Nur im Mittelteil des Gebäudes, der heute als Foyer dient, wurde die aus Holzbalken bestehende ursprüngliche Dachstuhlkonstruktion des Gebäudes erhalten. Die Eröffnung des Museums erfolgte im Februar 2002.

## Natursteinfassade

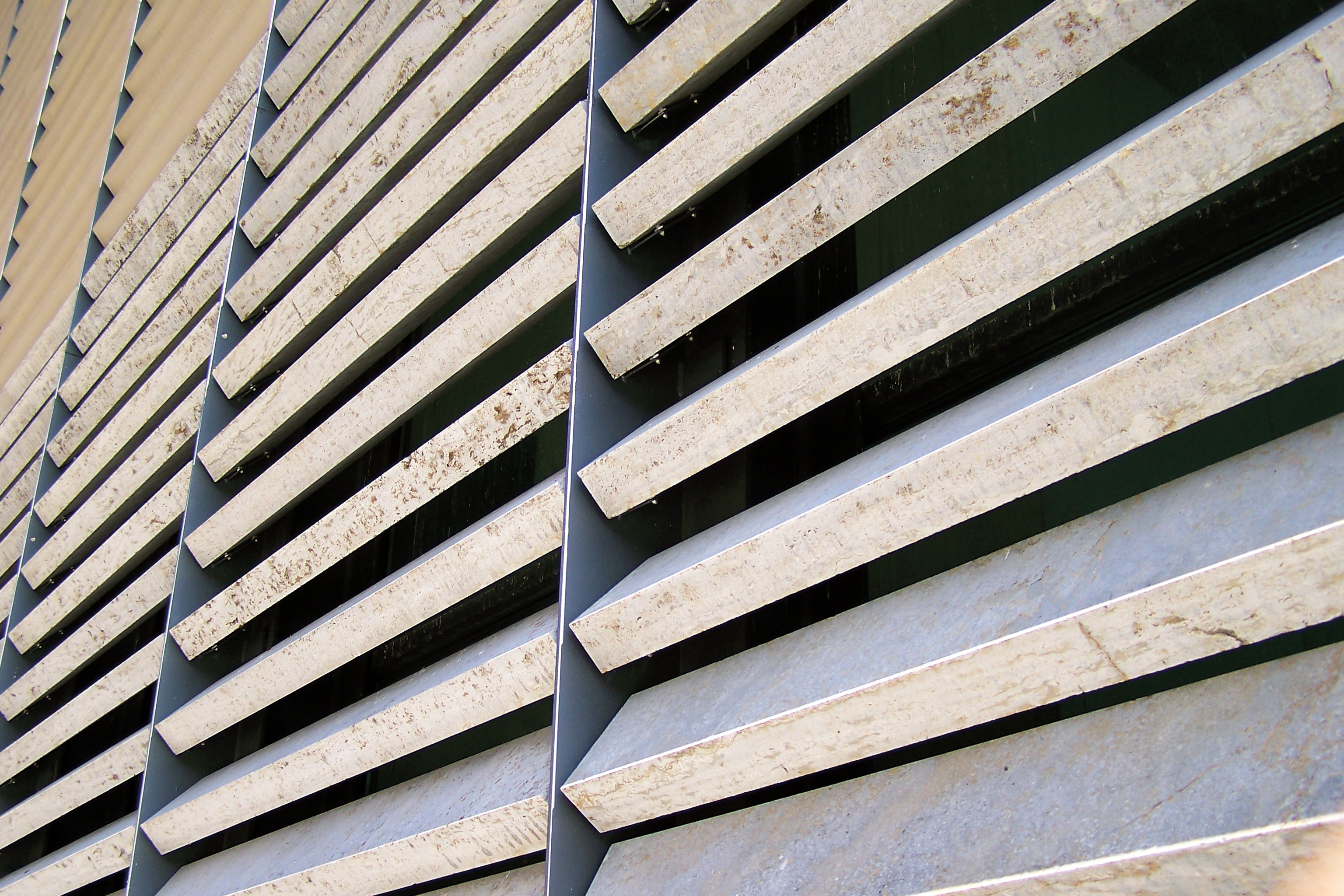
Steinlamellen an der Fassade (2008)

Die Fassade des Kulturspeichers ist mit 2248 jeweils zwei Meter langen und etwa 130 Kilogramm schweren Lamellen aus Naturstein verkleidet; 1960 dieser Lamellen befinden sich an den beiden Erweiterungsbauten an den Schmalseiten des ursprünglichen Gebäudes, der Rest an der Oberkante der zur Veitshöchheimer Straße weisenden Frontseite des Hauptbaus. Im Bereich des Gebäudesockels bestehen die Lamellen aus Muschelkalk, darüber aus Udelfanger Sandstein. Optisch erweckt die Verkleidung, deren einzelne Elemente in einem Winkel von bis zu 45° ausgestellt sind, den Eindruck einer halb geöffneten Jalousie.
Im Oktober 2010 musste ein Teil der Steine an den Erweiterungsbauten entfernt werden, um die dahinter liegenden Fensterflächen reinigen zu können. Nach der Reinigung, für die im Juli 2009 von der Stadt Würzburg Kosten in Höhe von 110.000 Euro veranschlagt wurden, stellte sich heraus, dass die Steinlamellen nicht wieder in der ursprünglichen Weise an der Fassade montiert werden konnten, da die Befestigungspunkte im Stein und die am Gebäude angebrachten Aufhängungen teilweise deutliche Anzeichen von Materialermüdung aufwiesen. Mitglieder des Würzburger Stadtrats warfen dem Architekturbüro vor, bei der Planung die Notwendigkeit zur Reinigung der Glasflächen vernachlässigt zu haben, da die Art der Aufhängung eine spätere Demontage der Steine nicht vorgesehen habe.
Im Oktober 2011 räumte die Stadt Würzburg ein, bereits während der Planung der Gebäudeumgestaltung über die unpraktische, da schwer zugänglich an der Rückseite der Lamellen befestigte Aufhängung informiert worden zu sein. Man habe sich aber aus Kostengründen gemeinsam mit den Architekten bewusst für diese Lösung entschieden, die eine Reinigung der Fensterflächen durch die Zwischenräume der Steinelemente erforderlich machte. Aus diesem Grund wurde ursprünglich auch auf die Anbringung einer Taubenvergrämung verzichtet. Ab Anfang November 2011 wurden die im Jahr zuvor demontierten Lamellen mit einer veränderten, von der Vorderseite her zugänglichen Aufhängung wieder am Gebäude befestigt. Den langen Zeitraum seit der Demontage der Steine erklärt die Stadt Würzburg mit den umfangreichen Belastungsprüfungen, die für das neue Aufhängungssystem erforderlich waren. Bis Februar 2012 wurden auch die restlichen Lamellen am Gebäude auf das neue System umgerüstet und eine Taubenvergrämung angebracht, um zukünftige Reinigungs- und Wartungsarbeiten zu erleichtern; einen Zusammenhang mit eventuellen Schäden an der alten Aufhängung der ursprünglich nicht demontierten Steine bestreitet die Stadt. Die Kosten für die gesamten Arbeiten beliefen sich auf etwa 350.000 Euro.